# Pleotomodes needhami
Pleotomodes needhami is een keversoort uit de familie glimwormen (Lampyridae). De wetenschappelijke naam van de soort werd voor het eerst geldig gepubliceerd in 1948 door Green.